# السيد والسيدة أديلمان
السيد والسيدة أديلمان (بالفرنسية: Monsieur et Madame Adelman)‏ هو فيلم رومانسي كوميدي فرنسي من إخراج نيكولا بيدوس، صدر في عام (2017). من تأليف نيكولا بيدوس ودوريا تيلير ، وإنتاج فرانسوا كراوس ودينيس بينو فالنسيان من بطولة دوريا تيلير ونيكولا بيدوس في الأدوار الرئيسية إلى جانب دينيس بوداليديس وأنطوان جوي وكريستيان ميليت وبيير أرديتي.
يحكى قصة شخصين عندما القت سارة وفيكتور معًا عام 1971 لم تكن لديها أي فكرة أنهما سيقضيان 45 عام التالية معاً ويتقاسمان حياة مليئة بالعاطفة.

## سيناريو
دفنت سارة أدلمان زوجها السابق، فيكتور أديلمان، وهو كاتب سابق وعضو في الأكاديمية الفرنسية. وحائز جائزة غونكورت، بعد الحفل في المقابلة تتلقى صحفي لكتابة سيرة فيكتور أديلمان. من خلال فلاش باك وفي مختلف الفصول حياتها، فإنها تستحضر 45 عاما من العلاقة المضطربة ومشاعر عاطفية، أفراح وأحزان، والتوترات والمنازعات. بدأ كل شيء في عام 1971 مع اجتماعهم في ديسكو.

## طافم الممثلين
- دوريا تيلييه في دور سارة أديلمان
- نيكولا بيدوس في دور فيكتور أديلمان
- دينيس بوداليدس في دور علم النفس
- أنطوان غوي في دور الصحفي
- كريستيان ميليت في دور السيدة دي ريتشيمونت
- بيار ارديتي في دور كلود دي ريتشيمونت
- زابو بريتمان في دور مدير المدرسة
- جوليان بويسيلير في دور أنطوان دي ريتشيمونت
- لولا بيسيس في دور ميلاني (الطالب)
- جان بيير لوريت في دور مارك
- نيكولاس بريانكون في دور طبيب الأطفال
- بيتي ريتشر في دور والدة سارة
- رونالد غوتمان في دور والد سارة
- سولانج نجمان في دور جدة سارة
- سولفيغ موبو في دور شقيقة فيكتور
- جولي ديلارم في دور كلوي الكبار
- لوسي فاجديت في دور كلوي في 14 سنة
- جاك لانغ في دور نفسه

## روابط خارجية
- السيد والسيدة أديلمان على موقع IMDb (الإنجليزية)
- السيد والسيدة أديلمان على موقع روتن توميتوز (الإنجليزية)
- السيد والسيدة أديلمان على موقع ألو سيني (الفرنسية)
- السيد والسيدة أديلمان على موقع أول موفي (الإنجليزية)
- السيد والسيدة أديلمان على موقع فيلمافينيتي (الإسبانية)
- السيد والسيدة أديلمان على موقع قاعدة بيانات الفيلم (الإنجليزية)
- السيد والسيدة أديلمان على موقع ليتربوكسد (الإنجليزية)
- السيد والسيدة أديلمان على موقع كينوبويسك (الروسية)
- Monsieur & Madame Adelman sur UniFrance
- Dossier de presse